# Nefis Anden Bog
Nefis Anden Bog er den anden bog i Mormons Bog. Bogen er opkaldt efter bogens skribent, Nefi, som også er forfatter til Nefis Første Bog. Nefi var ifølge den mormonske forståelse en profet, som udvandrede med sin og andres familier fra Jerusalem til Amerika omkring  600 år f.Kr. I Nefis Anden Bog er familierne ankommet til Amerika.
Nefis Anden Bog indeholder flere væsentlige passager i den mormonske teologi. Kapitel 2 definerer handlefrihed (frihed til selv at kunne vælge) som et afgørende guddommeligt princip. Kapitel 10 definerer Amerika som et særligt udvalgt land, hvortil der knytter sig særlige velsignelser, men også forbandelser, såfremt Nefis efterkommere ikke holder de pagter Nefi indgår med Gud. Kapitel 27-29 indeholder væsentlige passager som omhandler de sidste tider inden Kristi genkomst, som blandt andet vil være kendetegnede ved, at der vil være mange falske kirker og mange falske profeter. Men Mormons Bog vil komme frem midt i denne tid og vidne om sandheden.